# 桐生大学短期大学部
桐生大学短期大学部（日语：／ Kiryu Daigaku Tanki Daigakubu *），简称桐短（きりたん）是一所位于日本群马县绿市笠悬町的私立短期大学。

## 概要

### 简介
- 学校最早可以追溯到1901年[1]。短期大学为于1963年开办[1]、由学校法人桐丘学园经营。

### 历史
- 1963年 桐丘女子短期大学成立并同时设置服装科[注 1][1]。
- 1964年 食物科和生活设计科[注 5]成立[1]。
- 1968年 业余课程家政专修成立[2]。
- 1971年 改校名为桐丘短期大学、开始招収男学生[1]。
- 1983年 服装科[注 1]招生最后[3]。
- 1988年 食物科变更为生活科学科[1]。
- 1989年 改校名为桐生短期大学[1]。
- 1990年 今年12月21日服装科[注 1]停办[3]。
- 1997年 护理学科成立[1]。
- 2001年 专科助产学专攻成立[1]。
- 2006年 生活设计科[注 5]变更为艺术・设计学科[注 3][1]。
- 2007年 护理学科招生最后[3]。
- 2008年 改校名为桐生大学短期大学部。
- 2010年 今年3月31日护理学科停办[3]。

### 宪章
- 请参看桐生大学短期大学部的标志 （页面存档备份，存于） （日語） 2013年12月27日阅览。

## 学校环境
- 校区：在群马县绿市笠悬町

## 历任校长
- 长泽义雄：第一代短期大学校长[4]。
- 多田隈桌史：最后现在短期大学校长[5]

## 组织

### 学科
- 生活科学科
- 艺术・设计学科[注 3]

### 前学科
- 服装科[注 1][注 2]
- 护理学科[注 4]

### 专科
| - 助产学专攻 |

### 业余课程
| - 家政专修：已停办 |

### 附属学校
| - 幼儿园：成立于1952年 |

### 附属机关
| - 图书馆 |